# Josef Klee
Josef Klee (* 1788 in Johannesberg, Österreichisch-Schlesien; † 19. Juni 1852 in Wien) war ein österreichischer Stadtbaumeister.

## Leben
Josef Klee war der Sohn eines Maurermeisters. Wahrscheinlich absolvierte auch er eine Maurer- und Steinmetzlehre. Jedenfalls erhielt er 1818 in Wien die Baumeisterkonzession und erscheint seit 1819 in der Zunfttafel mit Namen und eigenem Steinmetzzeichen. In der Folge erhielt Klee zahlreiche lukrative Bauaufträge und wurde Stadtbaumeister. Er machte auch Karriere im Staatsdienst, wurde k.k. Regierungsbaumeister, Direktionsadjunkt und beeideter Schätzmeister bei der Erbsteuer-Hofkommission. Ihm wurde in diesen Funktionen Korruption zu seinen und seines Schwiegersohns Leopold Mayr Gunsten vorgeworfen.
Er ist der Vater des Landschaftsmalers und Fotografen Hermann Klee.

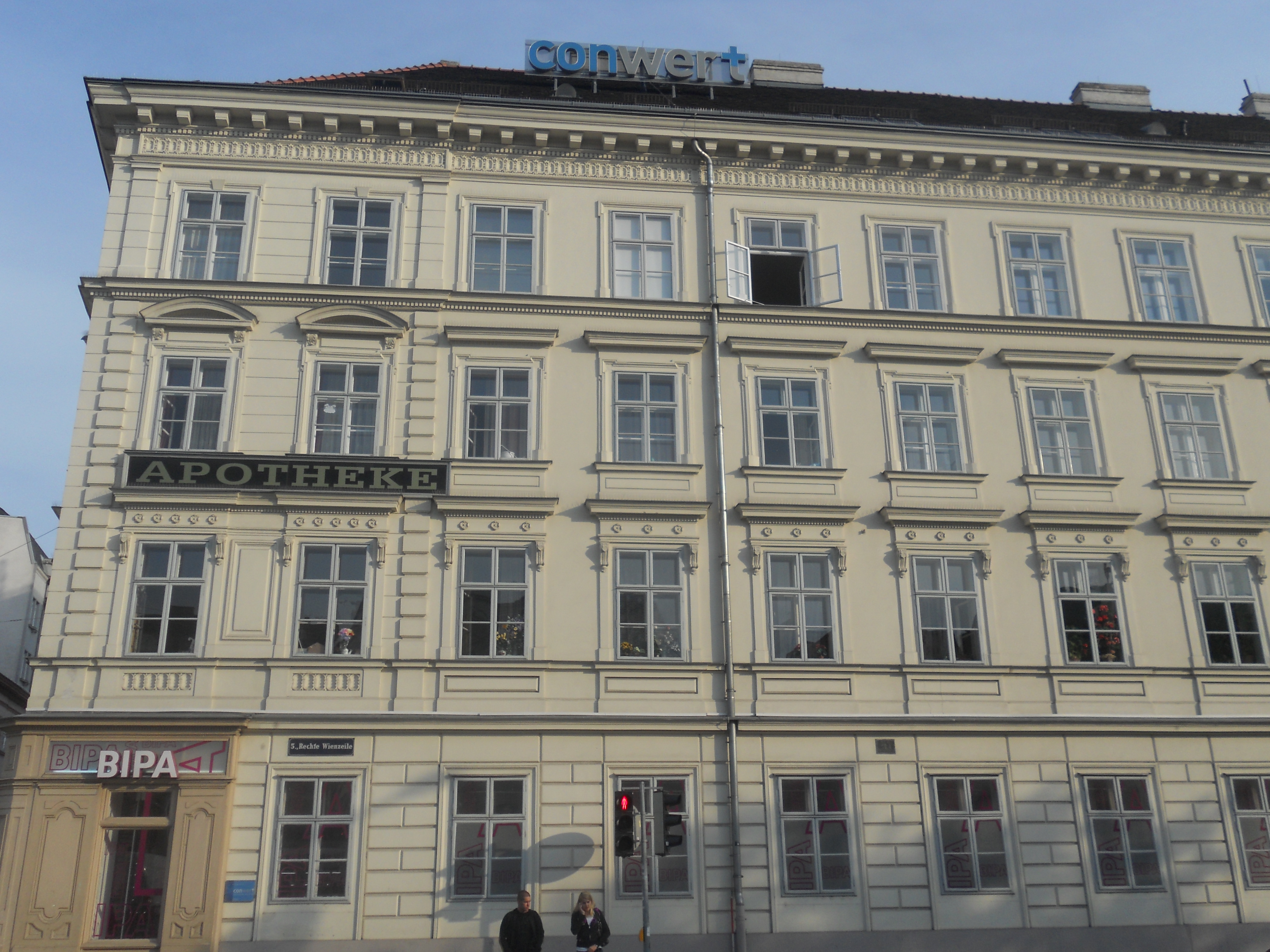
Zinshaus, Kettenbrückengasse 23 (1828)

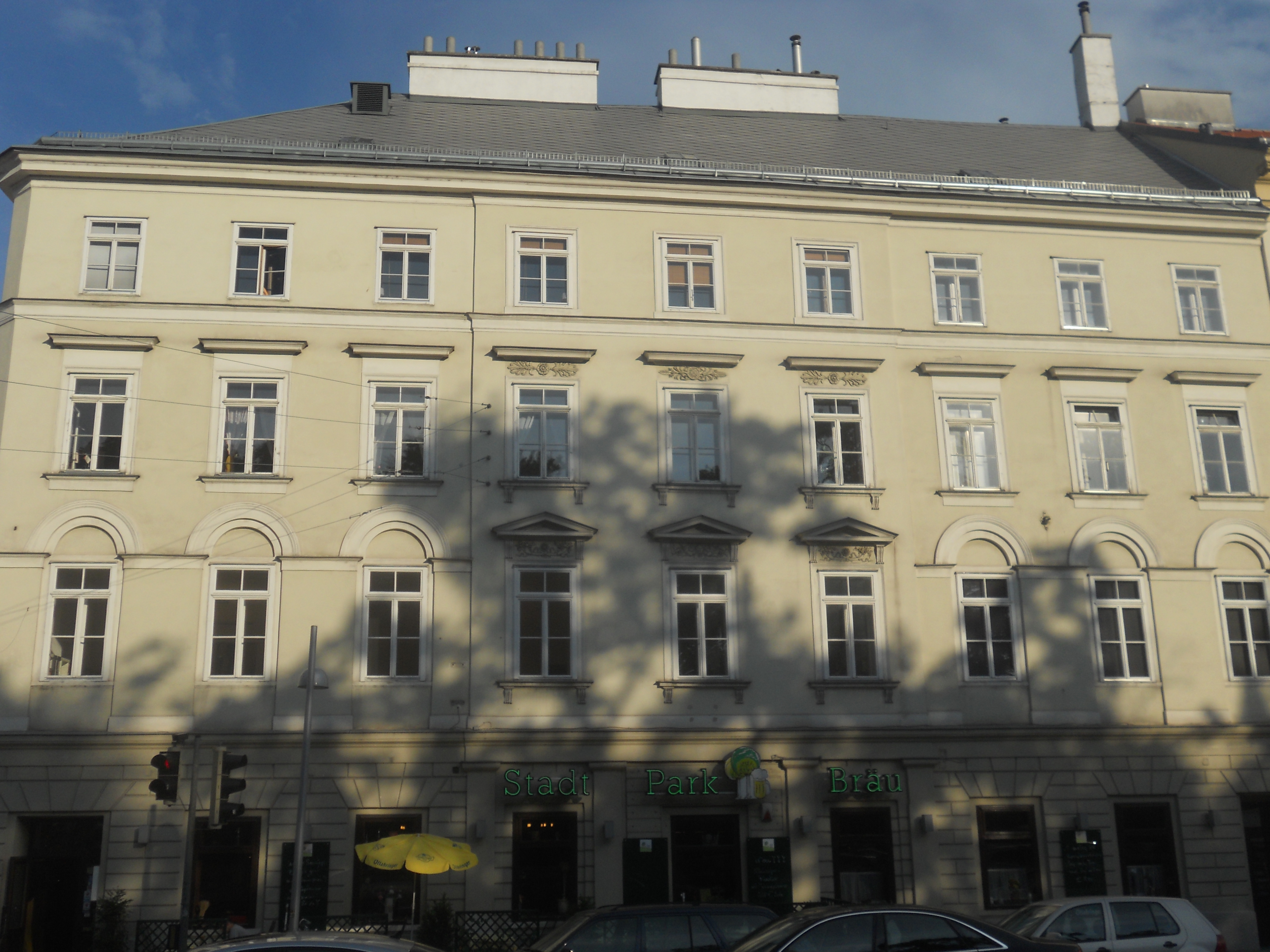
Zinshaus, Heumarkt 5 (1828)

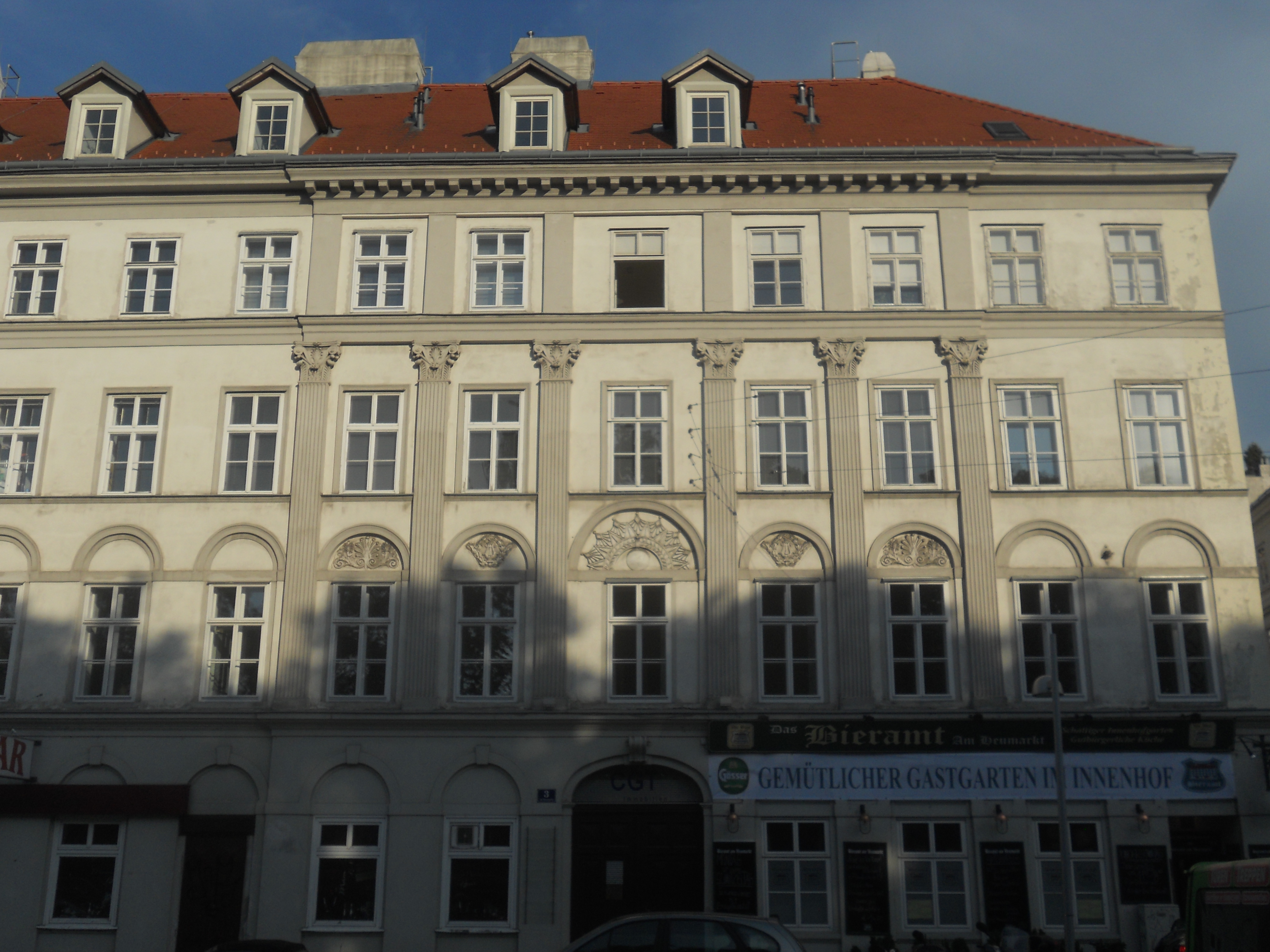
Zinshauskomplex, Heumarkt 3 (1828–1829)

## Werk
Josef Klee war einer der meistbeschäftigten Baumeister des Vormärz in Wien. Er baute viele Häuser nach fremden Plänen als Baumeister, arbeitete aber auch nach eigenen Entwürfen. Typisch für ihn sind einfache und nüchterne Zinshäuser in den Vorstädten mit drei Geschoßen und Innenhof. Klee führte aber auch einige Gebäude aus, die er durch Versatzstücke aus älteren Stilperioden repräsentativ gestaltete.
- Wohnhaus „Zur unbefleckten Jungfrau Maria“, Wien 3, Landstraßer Hauptstraße 64 (1843 aufgestockt) (1821)
- Miethaus, Wien 6, Gumpendorfer Straße 95 (Erweiterung) (1822)
- Wohnhaus „Zum grünen Kopf“, Wien 3, Landstraßer Hauptstraße 106 (1822)
- Hotel „Goldenes Lamm“, Wien 4, Wiedner Hauptstraße 7 (Aufstockung) (1823)
- Wohnhaus, Wien 4, Rechte Wienzeile 15 (Aufstockung) (1823)
- Wohnhaus, Wien 9, Berggasse 5 (1825)
- Miethaus, Wien 3, Salesianergasse 17 (1826)
- Miethaus, Wien 6, Stumpergasse 3 (1826)
- Wohnhaus „Zum (großen) Ofenloch“, Wien 1, Kurrentgasse 10 / Kleeblattgasse 9 (1826–1827)
- Zinshaus, Wien 1, Blumenstockgasse 3 (1827)
- Zinshaus, Wien 3, Am Heumarkt 5 (1828)
- Miethaus, Wien 6, Dürergasse 3 (1828), W2.3.-Bürgerhaus-Haus mit mittig liegendem Hof
- Zinshaus, Wien 5, Kettenbrückengasse 23 (nach 1850 aufgestockt und neufassadiert) (1828)
- Zinshauskomplex, Wien 3, Am Heumarkt 3 (1828–1829)
- Wohnhaus, Wien 1, Bräunerstraße 1 (Erweiterung; 2. Hälfte 19. Jh. stark verändert) (1830)
- Miethaus, Wien 3, Heumühlgasse 14 (1860 Fassade neugestaltet) (1830)
- Miethaus, Wien 4, Preßgasse 29 (1851 Seitentrakt zugebaut) (1830)
- Miethaus, Wien 6, Laimbgrubengasse 22 (Erweiterung) (1830)
- Miethaus, Wien 6, Gumpendorfer Straße 157 (1830)
- Wohnhaus „Zum silbernen Löwen“ (Sterbehaus Christoph Willibald Glucks), Wien 4, Wiedner Hauptstraße 32 (Aufstockung) (1830–1831)
- Generali-Hof, Wien 1, Graben 13 (Umbau; 1894 verändert) (1831)
- Pfarrkirche Erdberg (Wien), Wien 3, Apostelgasse 1 (Umbau, unter Bauleitung Karl Pranters sen.) (1831–1833)
- Zinshaus, Wien 1, Ballgasse 3 (1832)
- Miethaus, Wien 5, Laurenzgasse 3 (1833)